# 耶穌聖心堂 (羅東鎮)
羅東聖母醫院耶穌聖心堂為天主教靈醫會於臺灣宜蘭縣羅東鎮行醫時進行宗教聚會使用之場所，與羅東聖母醫院相鄰。2005年7月16日宜蘭縣政府公告為縣定古蹟。

## 引用資料
1. ↑  . 文化部文化資產局. （原始内容存档于2019-06-05）.

## 外部連結
- 羅東聖母醫院耶穌聖心堂 - 臺灣宗教文化地圖 （页面存档备份，存于）